# Jonas Kazlauskas
Jonas Kazlauskas (* 21. November 1954 in Panevėžys) ist ein ehemaliger litauischer Basketballspieler und heutiger Basketballtrainer.

## Karriere
Kazlauskas spielte in seiner gesamten Spielerkarriere (1973–1985) beim historischen litauischen Basketballverein Vilnius Statyba, der heute unter dem Namen Lietuvos rytas bekannt ist. Sein größter Erfolg als Spieler war der Gewinn einer Bronzemedaille in der sowjetischen Basketballliga 1979.
Später war er auch Trainer bei den zwei erfolgreichsten Basketballteams Litauens, Žalgiris Kaunas (1994–2000) und Lietuvos rytas (2000–2004). Mit diesen beiden Mannschaften gewann er sechsmal die litauische Meisterschaft und wurde im Jahr 2002 „Litauens Trainer des Jahres“. Zudem gewann er mit Žalgiris 1998 den Eurocup und 1999 die Euroleague und die Nordeuropäische Basketball-Liga sowie 2002 mit Lietuvos rytas erneut die Nordeuropäische Basketball-Liga. Zwischendurch betreute er auch die litauische Basketballnationalmannschaft (1997–2001), mit der er 1998 den Baltic Cup sowie bei den Olympischen Spielen 2000 die Bronzemedaille gewann. Nach diesen erfolgreichen Jahren in seinem Heimatland, zog es ihn nach Griechenland zum griechischen Basketballverein Olympiakos Piräus. Mit Olympiakos Piräus gelangen ihm zwar keine nennenswerte Erfolge, dafür aber umso mehr mit der chinesischen Basketballnationalmannschaft, bei der er 2004 erst als Co-Trainer an der Seite von Del Harris und von 2005 bis 2008 auch als Cheftrainer tätig war. Im Jahr 2005 gewann er mit seiner Mannschaft die FIBA-Asienmeisterschaften sowie 2006 nach einem 59:44-Finalsieg über die katarische Basketballnationalmannschaft die Asienspiele. 2009 wurde Kazlauskas Nationaltrainer von Griechenland und gewann mit ihr noch im selben Jahr Bronze bei der Eurobasket. Nach seiner Beendigung seines Engagements bei der griechischen Nationalmannschaft 2010, wurde er 2011 zum Cheftrainer ZSKA Moskaus. Mit ZSKA gewann er 2012 die russische Meisterschaft und wurde zu „Russlands Trainer des Jahres“. Jonas Kazlauskas gilt damit als einer der besten Basketballtrainer Europas.
Zuletzt wechselte er 2013 zum chinesischen Verein Guangdong Southern Tigers.

## Erfolge und Auszeichnungen als Trainer
- Gewinn der  litauischen Meisterschaft (6): 1995–99 (mit Žalgiris Kaunas) und 2002 (mit Lietuvos rytas)
- Gewinn des Baltic Cups: 1998
- Gewinn des Eurocups: 1998
- Gewinn der Euroleague: 1999
- Gewinn der Nordeuropäischen Basketball-Liga (2): 1999 (mit Žalgiris Kaunas) und 2002 (mit Lietuvos rytas)
- Gewinn der Bronzemedaille bei den Olympischen Spielen 2000
- Auszeichnung als „Litauens Trainer des Jahres“: 2002
- Gewinn der Bronzemedaille bei der FIBA U-20 Europameisterschaft: 2004
- Gewinn der Goldmedaille bei den FIBA-Asienmeisterschaften: 2005
- Gewinn der Goldmedaille bei den Asienspielen: 2006
- Gewinn der Bronzemedaille bei der Eurobasket 2009
- Gewinn der  russischen Meisterschaft: 2012
- Auszeichnung als „Russlands Trainer des Jahres“: 2012

## Privates
Jonas Kazlauskas ist verheiratet und hat zwei Töchter. Kazlauskas gibt an, gerne Kreuzworträtsel zu lösen sowie gerne Tennis und Computerspiele zu spielen.